# Herminia ochracealis
Herminia ochracealis là một loài bướm đêm trong họ Noctuidae.